# 1864 في فرنسا
فيما يلي قوائم الأحداث التي وقعت خلال عام 1864 في فرنسا.

## كتب
من الكتب التي صدرت هذه السنة في فرنسا:
- 1 يناير – الكونت شانتلين من تأليف جول فيرن.

## مواليد

### فبراير
- 7 فبراير – ستيفان جزيل

### مارس
- 13 مارس – أوغستين لفييه عالم نبات فرنسي.

### أكتوبر
- 19 أكتوبر – إيميل فيليكس جوتييه

### نوفمبر
- 11 نوفمبر – موريس لوبلان كاتب فرنسي.
- 24 نوفمبر – أنري تولوز لوترك رسام فرنسي.
- 24 نوفمبر – ريمون سابورو

### ديسمبر
- 8 ديسمبر – كاميل كلوديل
- 28 ديسمبر – هنري رينيه شاعر فرنسي.

## وفيات

### مايو
- 22 مايو – الماريشال بليسييه (مواليد 1794) سياسي فرنسي.

### ديسمبر
- 24 ديسمبر – أدولف دي أرتشياك: جيولوجي وعالم أحفوريات فرنسي ولد في 24 سبتمبر 1802 في مدينة رانس وتوفي في باريس.